# کنیتلینگن
شهر کنیتلینگن (به آلمانی: Knittlingen) در ایالت بادن-وورتمبرگ در کشور آلمان واقع شده‌است.